# Hervormde kerk (Oosterzee)
De Hervormde kerk van Oosterzee is een neoclassicistisch kerkgebouw aan de Buren 29 in de Friese plaats Oosterzee.

## Beschrijving

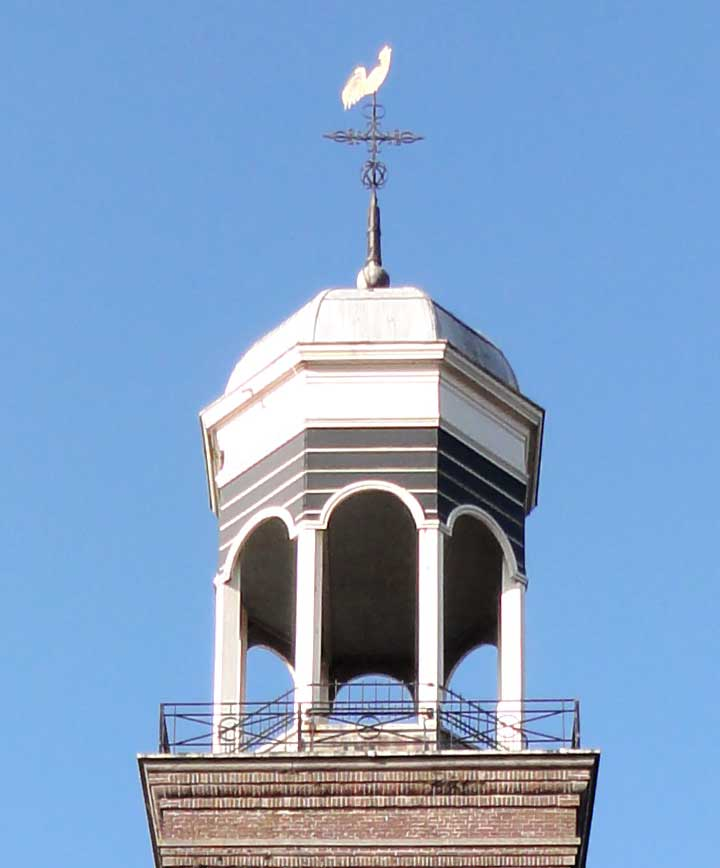
De torenkoepel van de kerk van Oosterzee

De hervormde kerk van Oosterzee werd in 1860 gebouwd als vervanger van een kerk uit de 12e of de 13e eeuw. De kerk staat aan de oostzijde van het dorp op een iets hoger dan de omgeving gelegen kerkhof, dat aan drie zijden begrensd wordt door sloten. Aan de voorzijde bevindt zich een toegangshek van smeed- en gietijzer, waarvan de hekpalen zijn gedecoreerd met pijnappels. De voorzijde van de kerk heeft een kenmerkende neoclassicistische vorm, met vier pilasters, een kapiteel en bekroond met een fronton met een halfrond venster. De toegangsdeur is omgeven door twee pilasters met daarboven een fronton. Boven de deur een rond venster. Ter weerszijden van de deur twee spitsbogige vensters. Alle vensters hebben een tracering van gietijzer. Recht boven het fronton van de voorgevel is een klokkentoren met spitsbogige galmgaten. In de toren hangt een klok, die in 1498 werd gegoten door Gerardus van Wou. Het uurwerk in de toren dateert uit 1602. Op de wijzerplaten is het bouwjaar van de kerk, 1860, aangebracht. De toren wordt bekroond met een achtkantige, opengewerkte houten koepel op acht zuilen.
Het interieur dateert grotendeels uit de bouwperiode van de kerk. Het orgel werd in 1891 door de Leeuwarder orgelbouwer, de firma L. van Dam en Zonen. Oorspronkelijk was dit orgel bestemd voor de hervormde kerk in het Zeeuwse Biezelinge. In 1909 werd het orgel overgebracht naar Oosterzee.
De kerk met kerkhof en toegangshek zijn erkend als rijksmonument onder meer vanwege de ouderdom, de architectonische vormgeving, waardevolle onderdelen van het interieur en de markante ligging.
De protestantse gemeente Echtenerbrug-Oosterzee heeft in 2011 besloten om de kerk af te stoten en heeft het gebouw te koop aangeboden.